# Oligodon cruentatus
Espèce
Synonymes
- Simotes cruentatus Günther, 1868

Statut de conservation UICN

 LC  : Préoccupation mineure
Oligodon cruentatus est une espèce de serpent de la famille des Colubridae.

## Répartition
Cette espèce est endémique de Birmanie.

## Description
Dans sa description Günther indique que le plus grand spécimen en sa possession mesure 38 cm. Une femelle, plus petite (33 cm), portait des œufs mesurant environ 2,5 cm. Son dos est brun olivâtre avec quatre lignes longitudinales assez peu marquées. Sa face ventrale est blanche avec des taches carrées de couleur noire.

## Étymologie
Son nom d'espèce vient du latin cruentātus, « ensanglanté ».

## Publication originale
- Günther, 1868 : Sixth account of new species of snakes in the collection of the British Museum. Annals and Magazine of Natural History, ser. 4, vol. 1, p. 413-429 (texte intégral).